# Ermita de Santa Catalina de Antzoriz
La ermita de Santa Catalina de Antzoriz es un templo católico del siglo XV, situado en la población vizcaína de Lequeitio (País Vasco, España). 

## Ubicación
La ermita de Santa Catalina se encuentra sobre el promontorio rocoso del cabo Antzoriz, junto al faro de Santa Catalina y las cuevas de Antzoriz, donde se encuentra el yacimiento arqueológico de Santa Catalina. Para acceder a este lugar se parte del casco urbano de Lequeitio, desde donde saliendo por el Paseo de Santa Catalina y transcurridos 1,5 km se llega al mismo.

## Descripción
La planta de la ermita es un rectángulo de 17,30 x 12,12 m. Las paredes son de mampostería con cantones de sillería. En su perímetro podemos observar una espadaña, dos puertas (una de ellas apuntada), una ventana ojival partida y una saetera.

## Historia
No se conoce la fecha exacta de construcción de la ermita, pero lo largo de la historia se da noticia de ella en diversas ocasiones:

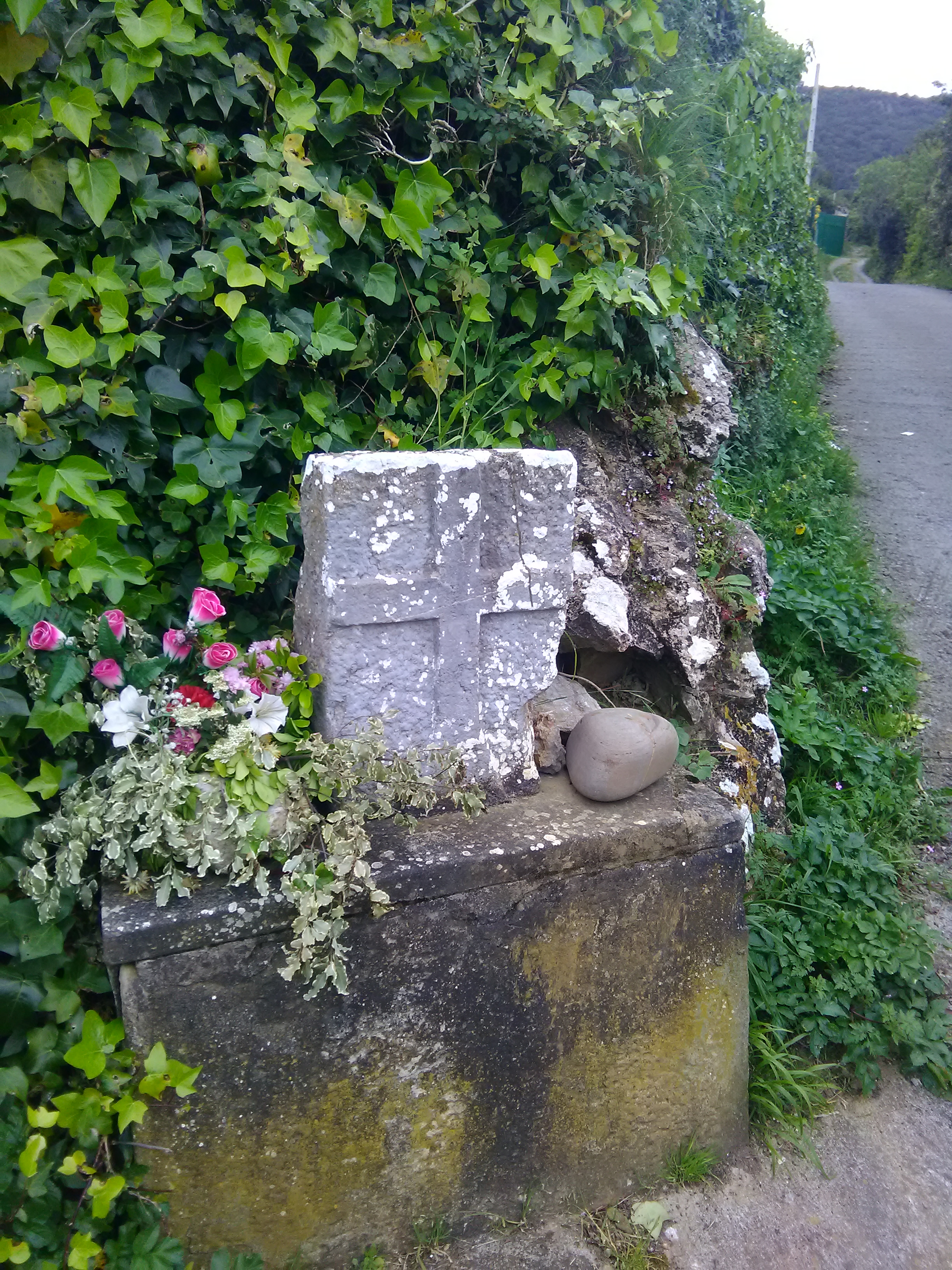
Cruz al borde del camino que recuerda el asesinato de 1489.

- Cruz al borde del camino que recuerda el asesinato de 1489.En la ermita de Santa Catalina se veneraba un Cristo de piedra del siglo XIII, que hoy en día se custodia en el Museo Diocesano de Vizcaya.[3]
- En 1489, el papa Inocencio III nombró capellán de la misma a Martín Abaroa; cuando este murió, en 1490, fue sustituido por Nicolás Abad de Arrieta.
- En 1493 un cura perteneciente a la ermita fue asesinado. Mientras caminaba desde Antzoriz hacia el casco urbano de Lequeitio, varias personas le salieron al paso y le atacaron con saetas y lanzas. Al parecer, el móvil fueron ciertas desavenencias sobre la recaudación de tributos. Hoy en día persiste al borde del camino una cruz de piedra que recuerda este suceso.[4]
- En 1596 la ermita fue donada al Ayuntamiento de Lequeitio.
- En 1893 el Ayuntamiento la vendió a la Iglesia.

La ermita de Santa Catalina tuvo antiguamente capellán, mayordomo administrador y una vivienda. En los libros de cuentas se detallan gastos de reparaciones y se consignan las diversas fuentes de ingresos que tenía, entre otras la venta de chacolí, ganado y trigo.

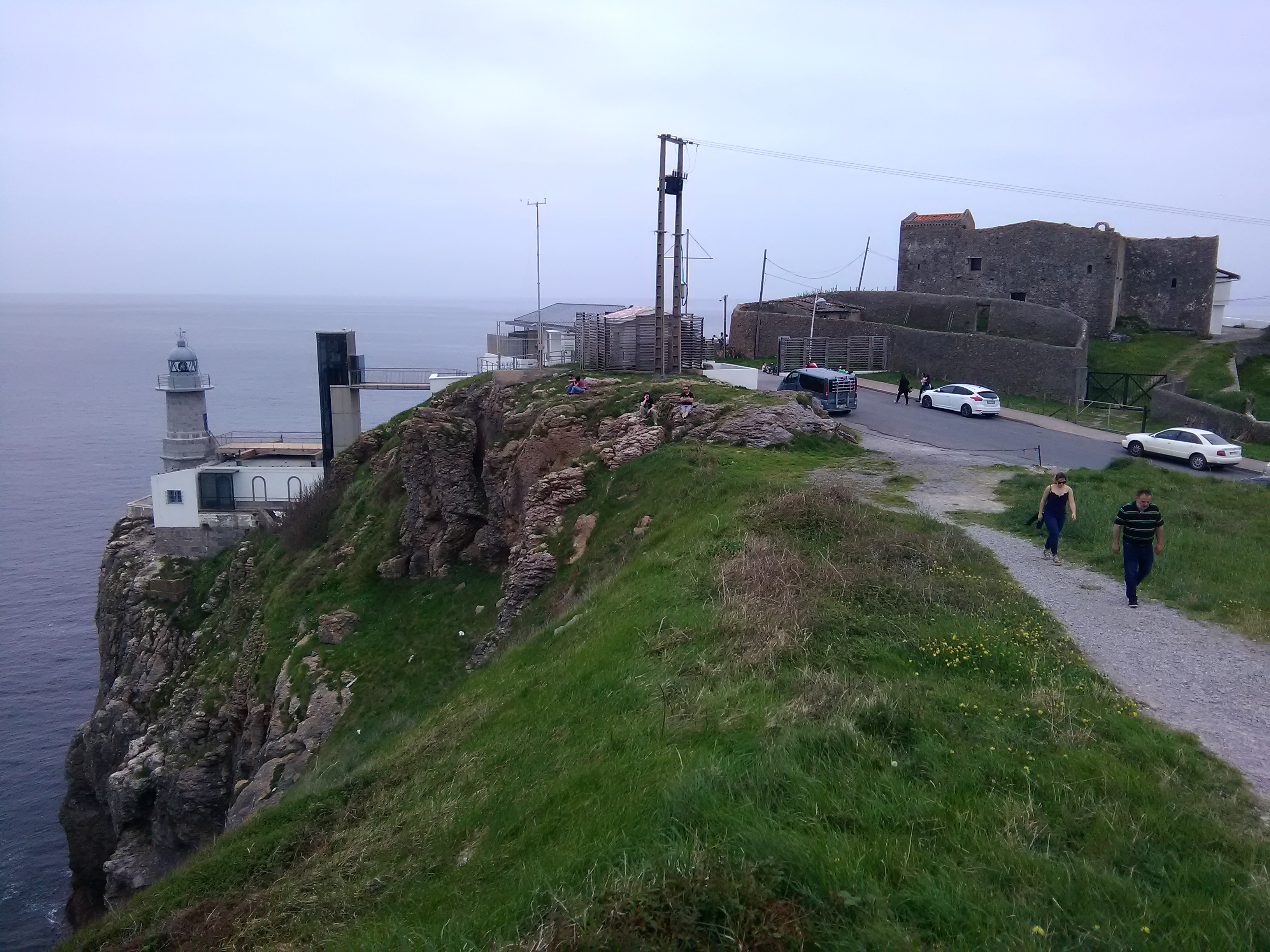
Situación de la ermita junto al faro en el cabo Antzoriz.

## Estado actual
En la actualidad, la ermita está desacralizada y no se emplea para el culto. Su propiedad es de la Iglesia Católica de Lequeitio. La imagen de Santa Catalina que en ella se veneraba se encuentra actualmente en la ermita de la Piedad.